# Martes zibellina brachyura
Martes zibellina brachyura es una subespecie de  mamíferos carnívoros  de la familia Mustelidae,  subfamilia Mustelinae.

## Distribución geográfica
Se encuentra en Hokkaido (el Japón).